# Dyspteris viridilineata
Dyspteris viridilineata là một loài bướm đêm trong họ Geometridae.